# NGC 2625
NGC 2625 je galaksija u zviježđu Raku.

## Vanjske poveznice
- SEDS: NGC 2625